# Nesophrosyne ulaula
Nesophrosyne ulaula är en insektsart som beskrevs av George Willis Kirkaldy 1910. Nesophrosyne ulaula ingår i släktet Nesophrosyne och familjen dvärgstritar. Utöver nominatformen finns också underarten N. u. nigrolineata.